# ミッシェル・バテュ

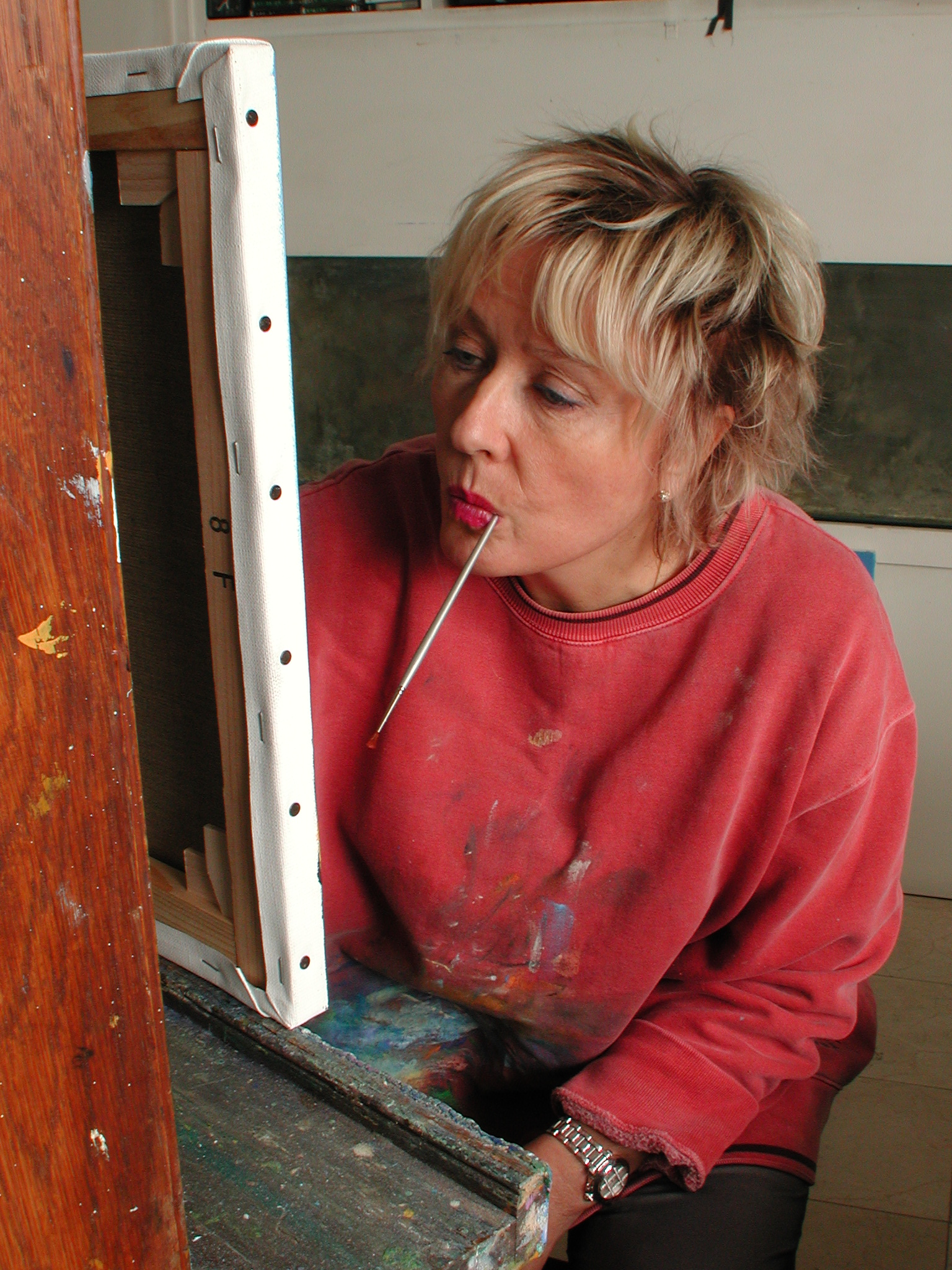
ミッシェル・バテュ

ミッシェル・バテュ（Michele Battut、本名：Michele Battut、1946年10月27日 - ）は、フランスの画家。

## 略歴
1946年10月27日、パリに生まれる。幼い頃より、絵を描くことが好きで、建築家であった父が時々、デッサン用の大きな紙や絵筆を彼女に与えた事も、彼女を絵画の世界へと導く大きな要因となる。10代の頃、誰もが寝静まった夜中、一人道具を広げて描くことに集中する事が幾度もあったという。
高校の頃から絵とデッサンに没頭するようになり、1962年から本格的に学び始め、1964年にパリ国立美術学校に入学。在学中にはギリシャ、アメリカ、カナダを旅し、世界的なレベルの展示会にも出展するようになる。1967年にオーストリアで初めての個展を開く。造形美術国家免状を取得した後、1971年にはパリ市から贈られたカーサ・ベラスケス賞により、スペイン、マドリードで奨学生として一年間滞在、異国で美術の腕を磨く。
その後も着実に躍進を続け、1986年には1881年からの歴史を誇るフランス芸術家協会のサロンで最も偉大な栄誉賞を受賞。協会の会員および審査員も務める。2001年にはフランス文化功労ヴェルメイユ勲章が贈られた。これはフランスの名声に貢献し得る活動をした人を奨励、褒章するもので、卓越した人格者に授与されるものである。その他にも様々な賞を受賞し続け、2003年には名誉ある、フランス国防省海軍公認画家(Peintre Officiel de la Marine)に選出された。女性としては1830年創立以来の2人目の選出となった。
写真家の夫を持つバテュは、世界各国を旅してきた。エクアドル、インド、タイ、イタリア、ルーマニア、様々な世界、色々なものを純粋な目で見つめてきた経験と、自然から学んだ感覚が、バテュの絵の特徴や技術、構図に反映されている。そこには世界中を渡り続け、様々なアートシーンを吸収し、蓄積してきたバテュ自身の魂が反映されており、あたかも無の世界から自然の響きが伝わってくるような作品となっている。それこそがミッシェル・バテュ作品の特徴である。
現在眺めのよいパリの自宅のほかに、フランス中部、サントル地方にある14世紀（1933年〜）以来の館にもアトリエを持つ。敷地内にはミッシェル・バテュ画伯の作品が飾られた美術館があり、一般公開されている。

## バイオグラフィー
1962年
- 画家ジャン・オジャムのアトリエで絵画の基礎を学ぶ。

1963年
- パリ国立美術学校入学。画家ロジェ・シャプラン・ミディに師事。

1967年
- カナダ・モントリオール国際展示会へ出展。
- オーストリア西部キッツビューエル市にある、ギャラリー・ロレンティにて初個展。

1967年
- パリ、国立美術学校にて造形美術国家免状を取得。

1971年
- パリ市よりカーサ・ベラスケス賞を贈られる。

1975年
- 国際美術協会より、サンピエール・ミクロン賞授与。
- フランス学士院よりロシュロン賞授与。
- サロン・ドートンヌ展にて、青年画家賞受賞。

1986年
- フランス芸術家協会のサロンにて栄誉賞を受賞。

1988年
- フランス造形美術グランプリ受賞。

1997年
- パリ、海軍展にて、国防省より賛辞を受ける。
- フランス造形美術プルミエ・グランプリ受賞。

2002年
- 国民美術家協会より栄誉賞受賞。

2003年
- フランス国防省海軍公認画家(Peintre Officiel de la Marine)選出。

## 所蔵美術館
- フランス北部、アラス美術館
- モナコ大公プライベートコレクション
- イラン共和国王子プライベートコレクション
- アメリカ合衆国イリノイ州シカゴ美術館
- パリ市
- パリ・シャイヨー宮内フランス海軍博物館

## 過去のプレス記事履歴
1961年
- 「物理学者ルイ・ルブランス＝ランゲ、アラス展示会の名誉招待客」La Voix du Nord誌

1969年
- 「Saint-Pol-sur-Ternoise市の若きアーティストミッシェル・バテュ、Zehnderギャラリーに作品展示」La Voix du Nord誌
- 「モナコを魅了した画家ミッシェル・バテュ、Lensにて作品展示」La Voix du Nord誌
- Jacques Hannebicque「ミッシェル・バテュ、心をつかむ画家」Nord Matin誌
- 「若きアーティスト、ミッシェル・バテュ、アラスにて作品を展示」La Voix du Nord誌
- 「アラス市科学・文学・芸術アカデミー展示会」La Voix du Nord誌

1970年
- Joel Derval「生きる喜び」Combat誌
- Jacques Daleveze " Les galeries "　 Les Nouvelles Litteraires誌
- Monique Dittiere " Les galeries "　 L'Aurore誌
- Frederic Megret、フィガロ紙文学ページ
- Sabine Marchand「パリ国立美術学校生徒たちによる展示会」フィガロ紙

1971年
- 「コンパレゾン展」フィガロ紙

1972年
- 「サロン・ドートンヌ」フィガロ紙

1973年
- 「アーティストのアトリエ：夢見る家」雑誌エル・デコレーション

Jose Alves 「グランパレ、サロンドートンヌ」、ブリュッセルLe Soir 誌
- 「若きアーティストたち、オランジュリー美術館」Combat誌

1974年
- 「バルコニーの魅力」Le Journal de la Maison誌

1975年
- Journal d'Artcurial誌に数々の記事掲載

1976年
- Le Figaro紙
- Maisons et Jardins誌
- 「現代アート」, Panorama du Medecin誌

1977年
- Maison Franeaise誌
- 「 バテュ 」、 Arts PTT誌
- Trouvailles誌

1978年
- Martine Page、「 緑の中のアトリエ 」, Mon Jardin Ma Maison誌
- 「ミッシェル・バテュ」 Les 3 Monts誌

1979年
- Jean Savat " 名作の秘密 "　 Tele 7 jours誌
- La Voix du Nord誌
- Raphael Valensi より、 Le Revenu Franeais誌
- Bertrand Duplessis　「新しきフランス画家 」, L'Information Dentaire誌

1980年
- Jean-Marc Campagne 「 アートの世界の女性 」, Nice Matin誌
- 「ミッシェル・バテュインタビュー」, Des femmes en mouvement Hebdo誌
- 「ミッシェル・バテュ in Galerie du Musee 」, Liberation Champagne誌
- Arts et Spectacless誌
- Le Revenu Franeais誌

1982年
- 「ミッシェル・バテュ現実の夢の世界」, La Montagne誌

1983年
- 「 ミッシェル・バテュ at Wally Findlay Galleries」, Travelhost誌

1984年
- Jacques Veys,「 ミッシェル・バテュ、シュールレアリスムに近き画家 」, Art et D*ecoration誌
- Christian Taverne,「美術館の中のミッシェル・バテュ」, La Voix du Nord誌
- 「 画家、ミッシェル・バテュ 」, La Voix du Nord誌
- Lionel Guillaumin 「 ミッシェル・バテュの中世の館へ 」, L'Echo Magazine誌

1986年
- Cosmo Paris誌

1987年
- Helene Kone " 具象絵画展、23の現代画家",
- Fraternite Matin 誌(コートジボワール)
- 「景色が生まれ変わる時」, Techniques des Arts誌
- Bertrand Duplessis,「ミッシェル・バテュの視線、その時景色が生まれ変わる」, Co*nnaissance des Hommes誌
- 「ミッシェル・バテュ、真の魅力 」, Christian Thomas誌

1991年
- L'Union誌 (ガボン共和国)
- 「名誉招待客ミッシェル・バテュ」, Les Nouvelles de Caledonie誌
- Le Republicain Lorrain誌
- Lettre et Arts誌
- Elle Decoration　表紙
- Le Figaro誌

1993年
- Le Petit Bleu du Dimanche誌
- 「今月の画家ミッシェル・バテュ」　 Le Revenu Franeais誌
- Chantal Lanvin 「ミッシェル・バテュ、力強く新鮮な作品」 Arts Actualites Magazine誌
- M. Ben Mllad 「ミッシェル・バテュのアトリエを訪れる」, Les Cahiers de la Peinture誌
- Cahiers de la Peinture誌
- La Voix du Nord誌
- Beaux-Arts Magazine (二月号)　表紙

1994年
- 「 アイスランド紀」Arts Actualites Magazine誌
- 「 ヴァシュレスの屋敷」, Jugements de valeurs誌
- 「ミッシェル・バテュ展 」, Jugements de valeurs誌
- Le Figaro Madame誌
- P. Jausset 「ミッシェル・バテュ、天と地のディアローグ」

1995年
- La Revue de Nogent-le-Roi誌

1997年
- 「アイスランド紀行」　La Critique Parisienne誌
- La Republique du Centre誌
- Happy Few Magazine誌
- Le Republicain Lorrain誌
- Christian Thomas 「ミッシェル・バテュが世界を捉えるとき」, La Vie au soleil誌
- 「美しき空の下の旅へ」, Pratique des Arts誌

1998年
- Happy Few Magazine誌
- Patrick Josset 「 ミッシェル・バテュ中国へ 」 , Univers des Arts誌
- 「 病 」La Critique Parisienne誌

1999年
- Art Politan (日本)

2000年
- 「ミッシェル・バテュ甘美な旅へ 」, La Republique du Centre 誌 Style 誌(ドイツ)
- 「ミッシェル・バテュ、永久の神聖」, L'Action Republicaine誌

2001年
- Univers des Arts誌

2002年
- 「ミッシェル・バテュ　旅の世界へ導かれて 」, La Lettre des Amis du Salon d'Automne誌
- 「 ミッシェル・バテュ、日本へ 」, La Republique du Centre誌

2004年
- 「Pont l'Abbeにて、海軍画家展」
- Editions le Telegramme誌

2005年
- 「海軍画家が見たディエップと周辺都市」
- Editions Equateurs誌

2006年
- 「ブルターニュ」　Editions Le telegramme誌
- 「Crozon氏にて、海軍画家展」　Editions equateurs誌

## 主な作品価格
- 原画　時価
- シルクスクリーン：400,000円〜1,500,000円
- ジクレ：350,000円〜600,000円
- リトグラフ：300,000円〜400,000円
- クリアアートオブジェ：600,000円
- デジタルアート：30,000円〜150,000円
- ゲル加工アート：10,000円〜20,000円
- ミニフレームアート：3,000円〜10,000円

(2015年9月調べ)